# Het offer van Abraham (1635)
Het offer van Abraham is een olieverfschilderij van de Nederlandse schilder Rembrandt, geschilderd in 1635. Het toont Abraham, die er net op tijd door een engel van wordt weerhouden zijn zoon Isaak te offeren. Het werk bevindt zich in de collectie van de Hermitage te Sint-Petersburg. Een sterk overeenkomstige versie uit 1636 met dezelfde titel bevindt zich in de collectie van de Alte Pinakothek te München.

## Voorstelling
Het offer van Abraham wordt beschreven in Genesis 22:1-13. God stelt daar Abraham op de proef en beveelt hem zijn zoon Isaak te doden en te offeren. Geschreven staat: "En Abraham bouwde aldaar een altaar, en hij schikte het hout, en bond zijn zoon Isaak, en legde hem op het altaar boven op het hout. En Abraham strekte zijn hand uit en nam het mes om zijn zoon te slachten. Maar de engel des Heeren riep tot hem van den hemel, en zeide: Abraham, Abraham! En hij zeide: zie, hier ben ik! Toen zeide Hij: strek uw hand niet uit aan den jongen, en doe hem niets! Want nu weet ik dat gij God vrezende zijt, en uw zoon, uw enige, mij niet hebt onthouden".

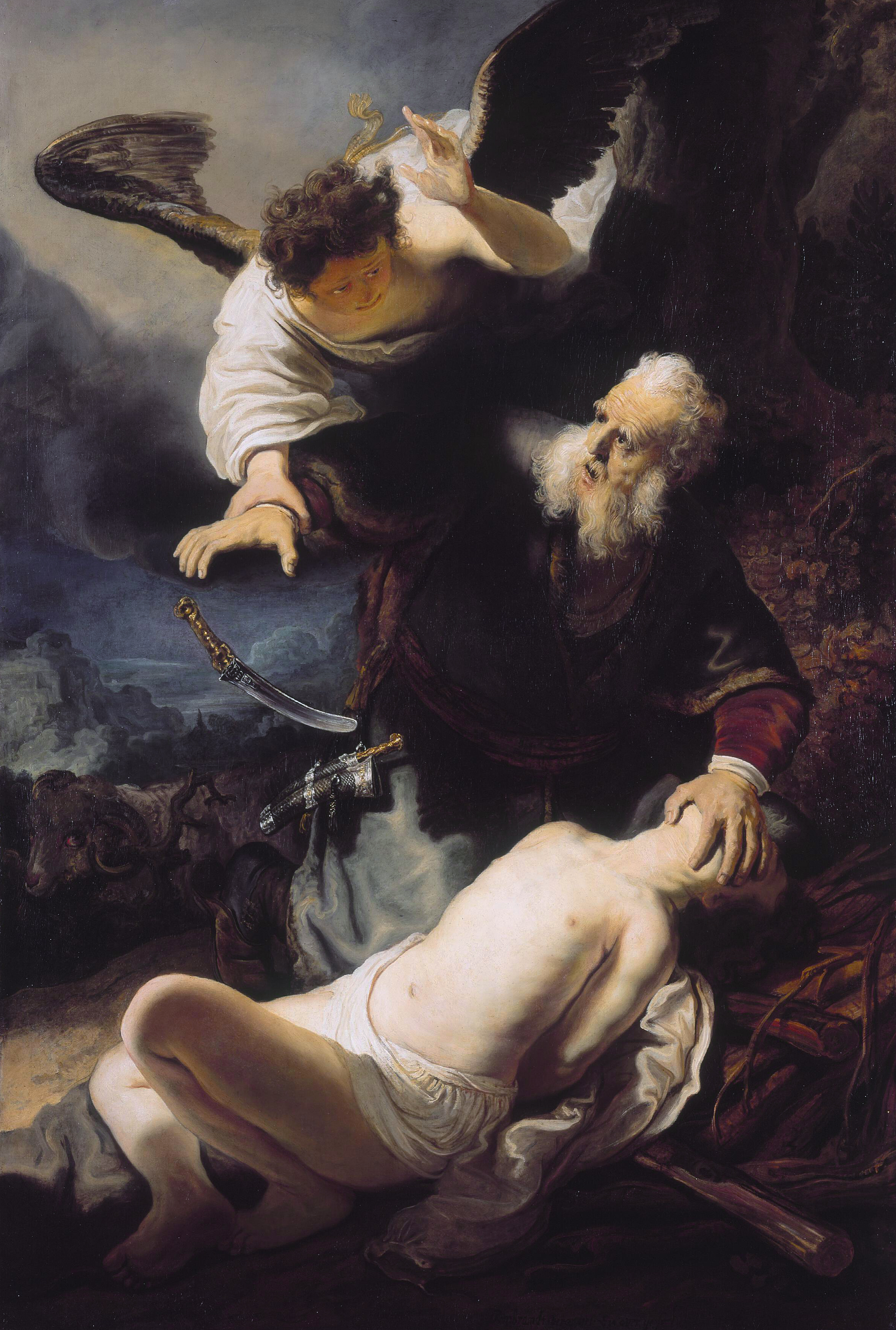
Atelier van Rembrandt (en Rembrandt?). Het offer van Abraham. 1636. München, Alte Pinakothek.

Zowel protestanten als katholieken beschouwen het verhaal van Abraham en Isaak als een belangrijke preconfiguratie van Christus, die zichzelf offerde om de mensheid te verlossen. Protestanten zien daarbij Abrahams optreden als exemplarisch voor een rotsvast geloof, katholieken wijzen er met name op dat geloof altijd zichtbaar moet worden gemaakt in daden. Wat Rembrandts bedoeling precies is geweest valt moeilijk op te maken en is waarschijnlijk afhankelijk geweest van de opvattingen van zijn opdrachtgevers, die verder niet bekend zijn.
Rembrandt beeldt het verhaal van Abraham en Isaak in hoofdlijnen af zoals beschreven in de Bijbel, op een berg, met op de achtergrond een sfeervol geschilderde vallei. Conform de bijbeltekst zien we het gekloofde hout en het vuur. Afwijkend is wel het beslissende moment, wanneer de engel tussenbeide komt: hij laat de engel Abraham lijfelijk tegenhouden door hem bij zijn arm te grijpen, in plaats van hem vanuit de hemel toe te spreken. Opvallend daarbij is dat de engel niet zozeer naar Abraham kijkt, maar vooral naar Isaak, als om zich ervan te vergewissen dat hij op tijd is gekomen.
De compositie bruist van vitaliteit en beweging. Veel aandacht gaat daarbij uit naar de weergave van de pracht van Isaaks lichaam. Merkwaardig is wel dat Rembrandt, die altijd sterk geobsedeerd was door gezichtsuitdrukkingen, er de voorkeur aan heeft gegeven Isaaks gezicht te verbergen onder de hand van Abraham.
Het gaat Rembrandt bij het opzetten van zijn compositie om de grote lijn van het verhaal, meer dan om het specifieke moment. Gebruik makend van het verticale doek koppelt hij de drie figuren aan elkaar, uitgaande van de engel boven, via de boog van Abrahams beide armen, naar het bijna goddelijke lichaam van het slachtoffer. Het vallende mes doorbreekt de beweging, terwijl Abraham omhoog kijkt en beseft dat Isaac gered is.
Opvallend is Rembrandts uitbundige gebruik van licht. Hij gebruikt het zware contrast tussen de donkere gestalte van Abraham en de lichtere vleespartijen van de gezichten en het lichaam van Isaak hoofdzakelijk om de krachtige visuele uitwerking als geheel te versterken. De theatraliteit wordt erdoor vergroot, maar het zware clair-obscur lijkt meer een doel op zich dan een middel tot betekenisoverdracht. Hierin is ontegenzeggelijk de invloed te onderkennen van Caravaggio.

## Twee versies
In de Alte Pinakothek in München bevindt zich een sterk overeenkomstige versie van het werk met dezelfde titel en voorstelling, van ongeveer dezelfde afmetingen. De beide werken lijken sprekend op elkaar, met uitzondering van de manier waarop de engel in beeld is gebracht. De versie uit de Hermitage is bovendien iets schetsmatiger uitgewerkt en geeft ook meer expressie te zien: er is meer angst, er zijn meer tranen op de wangen van Abraham en er is meer pathetiek. Los daarvan lijkt de versie in München een kopie van de eerste, waarschijnlijk gemaakt in een nieuwe opdracht.
Ahasveros en Haman aan het feestmaal van Esther · De anatomische les van Dr. Deijman · De anatomische les van Dr. Nicolaes Tulp · Andromeda aan de rots geketend · Aristoteles bij de buste van Homerus · Artemisia · Badende vrouw · Bathseba met de brief van koning David · De blindmaking van Simson · De brillenverkoper · Buitenlandse admiraal · Christus in de storm op het meer van Galilea · Christus met een staf · Danaë · David en Uria · De doop van de kamerling · Het feestmaal van Belsazar · Flora · Gelijkenis van de rijke dwaas · Historiestuk · Jacob zegent de zonen van Jozef · Jeremia treurend over de verwoesting van Jeruzalem · Het Joodse bruidje · De maaltijd in Emmaüs · Marten Soolmans en Oopjen Coppit · Mozes en de tafelen der wet · De Nachtwacht · Het offer van Abraham (1635) · Pallas Athene · Portret van een man met handschoenen in de hand · Portret van een man · Portret van Amalia van Solms · Portret van Baertje Martens · Portret van Herman Doomer · Portret van Jan Six · Portret van Johannes Wtenbogaert · Portret van Maurits Huygens · De samenzwering van de Bataven onder Claudius Civilis · De schilder in zijn atelier · De Staalmeesters · De steniging van de Heilige Stefanus · Terugkeer van de verloren zoon · Titus aan de lezenaar · Titus als monnik · De Vaandeldrager · De verloochening van Petrus · De verloren zoon in een herberg · Het vertrek van de Sunammitische vrouw · De vlucht naar Egypte · De vlucht naar Egypte · Zelfportret op jeugdige leeftijd (ca. 1628) · Zelfportret met twee cirkels · Zelfportret als de apostel Paulus